# Андрейс Дірікіс
Андрейс Дірікіс (латис. Andrejs Dīriķis; писав часто під псевдонімом Андріевс Йонайтіс латис. Andrievs Jonaitis; *2 лютого 1853, Ляудона, нині Мадонський край — †8 січня 1888, Батум) — латвійський журналіст і перекладач. Брат Бернгардса Дірікіса.

## Біографія
З 1870 працював на різних адміністративних посадах на території нинішньої Латвії — з перервою в 1877-1881 на роботу в Болгарії, звільненої в ході Російсько-турецької війни.
Ряд етнографічних статей Дірікіса присвячений встановленню (і розширенню) меж латвійського етносу. У 1871 в «Балтійському віснику» під редакцією свого брата він опублікував статтю «Польська Відземе» (латис. Poļu Vidzeme), що являла собою перший нарис латвійською мовою в історії Латгалії. У 1878 там же з'явилася стаття Дірікіса «Латвійці в Пруссії» (латис. Latvieši Prūsijā) — реферат одного з розділів книги Людвіга Пассарге «З балтійських земель», що описує природу Куршської коси і її жителів, яких Дірікіс вважає латвійцями.
Дірікіс був найбільш помітним пропагандистом латвійсько-литовських культурних зв'язків свого часу, регулярно оглядаючи литовську культуру в латвійській періодиці; він, зокрема, першим написав латвійською про Крістіонаса Донелайтіса. Окремі статті Дірікіса були написані литовською і друкувалися в першій литовській газеті «Аушра» під псевдонімом Андрій Латиш (лит. Andrėjus Latvis). У 1872 склав литовсько-латвійський словник, в 1875 — граматику литовської мови (не опубліковані і збереглися в архіві).
Перекладав на латвійську мову твори Пушкіна та Гоголя.